# ایرلاند، کبک
ایرلاند (به فرانسوی: Irlande) شهری در منطقه شهری له آپالاش ناحیه شودییر-آپالاش در استان کبک کانادا است. در سرشماری سال ۲۰۱۱ این شهر ۱٬۰۱۶ نفر جمعیت داشته‌است و مساحت آن ۱۱۰٫۲ کیلومتر مربع است.